# Messigny-et-Vantoux
Messigny-et-Vantoux – miejscowość i gmina we Francji, w regionie Burgundia-Franche-Comté, w departamencie Côte-d’Or.
Według danych na rok 1990 gminę zamieszkiwało 1070 osób, a gęstość zaludnienia wynosiła 32 osoby/km² (wśród 2044 gmin Burgundii Messigny-et-Vantoux plasuje się na 216. miejscu pod względem liczby ludności, natomiast pod względem powierzchni na miejscu 133.).